# Kolzowo (Nowosibirsk)
Kolzowo (russisch Кольцо́во, wiss. Transliteration Kolʹcovo) ist eine Siedlung städtischen Typs in der Oblast Nowosibirsk (Russland) mit 12.319 Einwohnern (Stand 14. Oktober 2010). Sie grenzt südöstlich an die Gebietshauptstadt Nowosibirsk an und liegt am Inja-Zufluss Saboburycha. Als eine der 14 Gemeinden in Russland (Stand 2008) hat Kolzowo gesetzlich den Status einer Naukograd (wörtlich „Wissenschaftsstadt“) inne.

## Geschichte

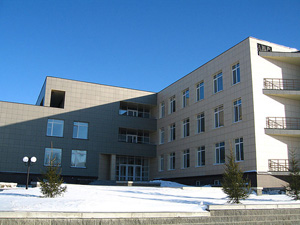
Business-Incubator in Kolzowo

Im April 1974 wurde nach einem Erlass der sowjetischen Regierung die Schaffung eines Forschungsinstituts für Molekularbiologie in die Wege geleitet. Das neue Institut sollte nahe Nowosibirsk und der dortigen wissenschaftlichen Einrichtungen des Akademgorodok entstehen. Hierzu wurde ein Generalplan für eine neue Institutssiedlung erarbeitet, der den Aufbau einer städtischen Infrastruktur für bis zu 25.000 Einwohner vorsah. Von 1977 bis 1979, als Kolzowo offiziell als eigenständige Ortschaft anerkannt wurde, entstand dort ein erstes Wohnviertel für Akademiker. Der Name Kolzowo wurde der Siedlung zu Ehren des sowjetischen Biologen Nikolai Kolzow (1872–1940) verliehen.
Von 1979 bis 1991 wurde die Infrastruktur Kolzowos stetig ausgebaut, 1990 wurde das Ortsgebiet um die Siedlung Nowoborsk erweitert.
Den Naukograd-Status, der in Russland ausgewählten wissenschaftlich geprägten Orten verliehen wird und einen Anspruch auf Sondersubventionen zur Aufrechterhaltung und Ausbau der wissenschaftlichen Einrichtungen begründet, erhielt Kolzowo am 17. Januar 2003 mit einer Befristung bis Ende 2025.

### Bevölkerungsentwicklung
| Jahr | Einwohner |
| ---- | --------- |
| 1989 | 7.946     |
| 2002 | 9.570     |
| 2010 | 12.319    |

Anmerkung: Volkszählungsdaten

## Wirtschaft und Verkehr

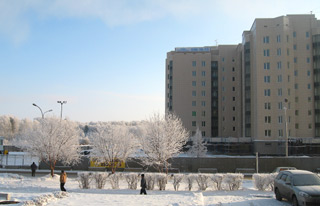
Ein neues Wohnviertel

Der wichtigste Arbeitgeber in Kolzowo ist das ehemalige molekularbiologische Forschungsinstitut, das heute den Namen GNZ WB „Wektor“ (Staatliches Forschungszentrum für Virologie und Biotechnologie „Vektor“) trägt und eine landesweite Bedeutung für die Forschung in Bereichen wie Bakteriologie, Virologie, Biotechnologie und Gentechnik hat. Mit diesen Wissenschaften ist auch die Arbeit weiterer in Kolzowo ansässiger Firmen verbunden: So gibt es einen Pharmahersteller, der sich unter anderem auf die Produktion eines Hepatitis-A-Impfstoffs spezialisiert, außerdem sind im Ort Hersteller von Diabetikernahrung, Naturkosmetik, Futtermittel und Veterinärmedizin vertreten.
Seit der Verleihung des Naukograd-Status wird der Ort stetig ausgebaut und um neue Wohnviertel und Gewerbeeinrichtungen erweitert. Ab 2007 wurde in Kolzowo ein neuer Technologiepark errichtet.
Über die nahe gelegene Millionenstadt Nowosibirsk besitzt Kolzowo Anschlüsse an wichtige Autostraßen und Eisenbahnlinien. Zehn Kilometer südwestlich liegt Akademgorodok, das wissenschaftliche Zentrum Sibiriens. Der am nächsten gelegene Personenbahnhof (Haltepunkt Baryschewo) befindet sich zwei Kilometer nördlich von Kolzowo.